# Grande Prêmio da Itália de 1973
Resultados do Grande Prêmio da Itália de Fórmula 1 realizado em Monza em 9 de setembro de 1973. Décima terceira e antepenúltima etapa do campeonato, teve como vencedor o sueco Ronnie Peterson, que subiu ao pódio junto a Emerson Fittipaldi numa dobradinha da Lotus-Ford, com Peter Revson em terceiro pela McLaren-Ford. Entretanto, júbilo maior experimentou o britânico Jackie Stewart, cujo quarto lugar com a Tyrrell-Ford assegurou-lhe o título de tricampeão mundial.

## Classificação da prova
| Pos. | Nº | Piloto               | Construtor        | Voltas | Tempo/Diferença      | Grid | Pontos |
| ---- | -- | -------------------- | ----------------- | ------ | -------------------- | ---- | ------ |
| 1    | 2  | Ronnie Peterson      | Lotus-Ford        | 55     | 1:29:17.0            | 1    | 9      |
| 2    | 1  | Emerson Fittipaldi   | Lotus-Ford        | 55     | + 0.8                | 4    | 6      |
| 3    | 8  | Peter Revson         | McLaren-Ford      | 55     | + 28.8               | 2    | 4      |
| 4    | 5  | Jackie Stewart       | Tyrrell-Ford      | 55     | + 33.2               | 6    | 3      |
| 5    | 6  | François Cevert      | Tyrrell-Ford      | 55     | + 46.2               | 11   | 2      |
| 6    | 10 | Carlos Reutemann     | Brabham-Ford      | 55     | + 59.8               | 10   | 1      |
| 7    | 23 | Mike Hailwood        | Surtees-Ford      | 55     | + 1:28.7             | 8    |        |
| 8    | 3  | Jacky Ickx           | Ferrari           | 54     | + 1 volta            | 14   |        |
| 9    | 29 | David Purley         | March-Ford        | 54     | + 1 volta            | 24   |        |
| 10   | 16 | George Follmer       | Shadow-Ford       | 54     | + 1 volta            | 21   |        |
| 11   | 17 | Jackie Oliver        | Shadow-Ford       | 54     | + 1 volta            | 19   |        |
| 12   | 9  | Rolf Stommelen       | Brabham-Ford      | 54     | + 1 volta            | 9    |        |
| 13   | 20 | Jean-Pierre Beltoise | BRM               | 54     | + 1 volta            | 13   |        |
| 14   | 12 | Graham Hill          | Shadow-Ford       | 54     | + 1 volta            | 22   |        |
| 15   | 7  | Denny Hulme          | McLaren-Ford      | 53     | + 2 voltas           | 3    |        |
| NC   | 25 | Howden Ganley        | Iso-Marlboro-Ford | 44     | + 11 voltas          | 20   |        |
| Ret  | 15 | Mike Beuttler        | March-Ford        | 34     | Câmbio               | 12   |        |
| Ret  | 21 | Niki Lauda           | BRM               | 33     | Acidente             | 15   |        |
| Ret  | 19 | Clay Regazzoni       | BRM               | 30     | Ignição              | 18   |        |
| Ret  | 24 | José Carlos Pace     | Surtees-Ford      | 17     | Pneus                | 5    |        |
| Ret  | 26 | Gijs van Lennep      | Iso-Marlboro-Ford | 14     | Superaquecimento     | 23   |        |
| Ret  | 28 | Rikky von Opel       | Ensign-Ford       | 10     | Superaquecimento     | 17   |        |
| Ret  | 11 | Wilson Fittipaldi    | Brabham-Ford      | 6      | Freios               | 16   |        |
| Ret  | 4  | Arturo Merzario      | Ferrari           | 2      | Suspensão            | 7    |        |
| DNS  | 27 | James Hunt           | March-Ford        |        | Acidente nos treinos |      |        |

## Tabela do campeonato após a corrida
|   | Pos. | Piloto             | Pontos |
| - | ---- | ------------------ | ------ |
|   | 1    | Jackie Stewart     | 69     |
| 1 | 2    | Emerson Fittipaldi | 48     |
| 1 | 3    | François Cevert    | 47     |
|   | 4    | Ronnie Peterson    | 43     |
|   | 5    | Peter Revson       | 27     |

|  | Pos. | Construtor   | Pontos  |
|  | ---- | ------------ | ------- |
|  | 1    | Tyrrell-Ford | 80 (84) |
|  | 2    | Lotus-Ford   | 77 (81) |
|  | 3    | McLaren-Ford | 46      |
|  | 4    | Brabham-Ford | 18      |
|  | 5    | Ferrari      | 12      |

- Nota: Somente as primeiras cinco posições estão listadas e o campeão mundial de pilotos surge destacado em negrito. Em 1973 os pilotos computariam sete resultados nas oito primeiras corridas do ano e seis nas últimas sete. Neste ponto esclarecemos: na tabela dos construtores figurava somente o melhor colocado dentre os carros do mesmo time.